# Brunkeberg

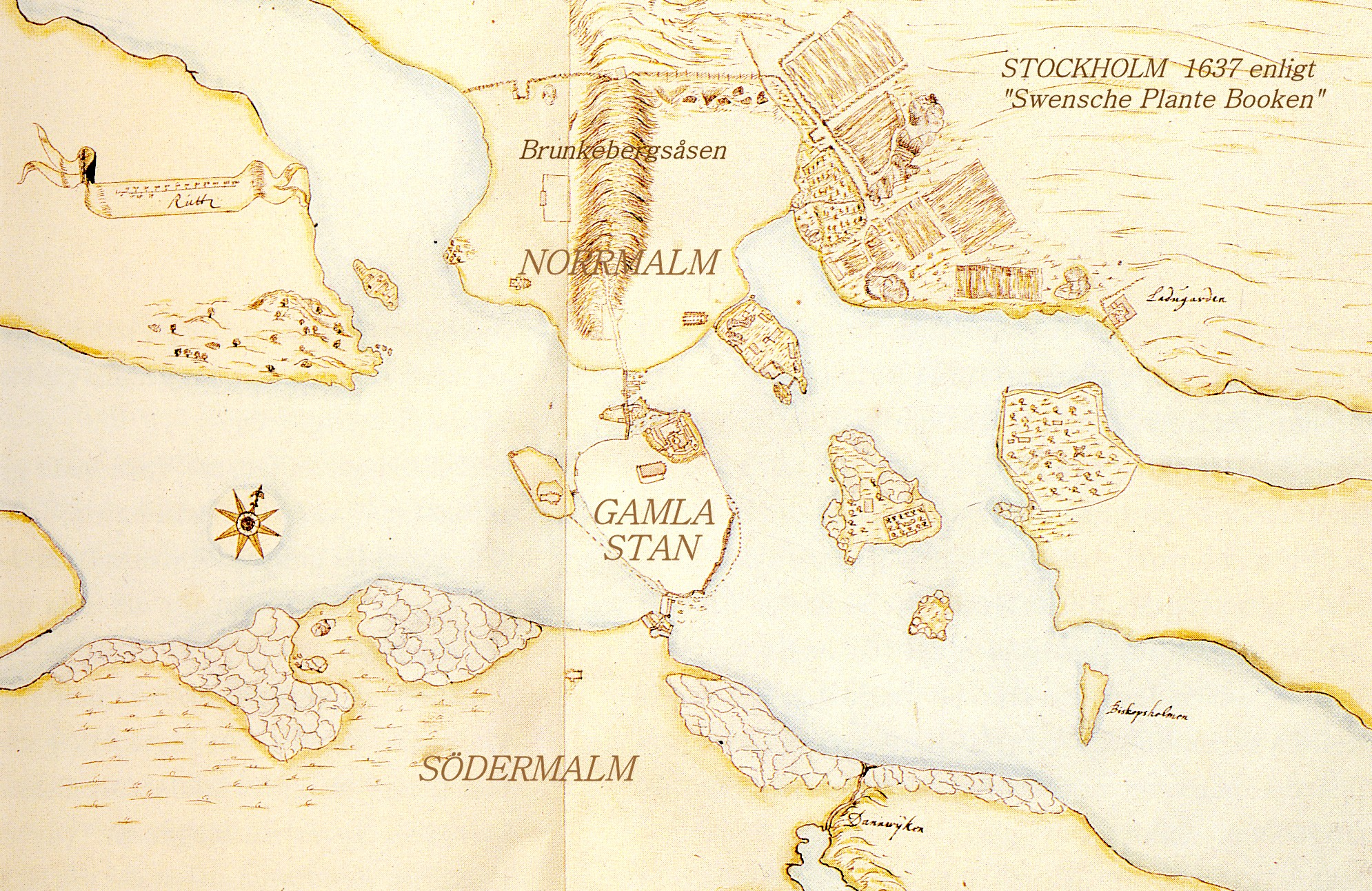

Brunkeberg – wzgórze, obecnie na obszarze Sztokholmu. 10 października 1471 wojska szwedzkie dowodzone przez Stena Sture Starszego zwyciężyły w bitwie na wzgórzu Brunkeberg wojska duńskie prowadzone przez Chrystiana I.